# Lucrezia de' Medici

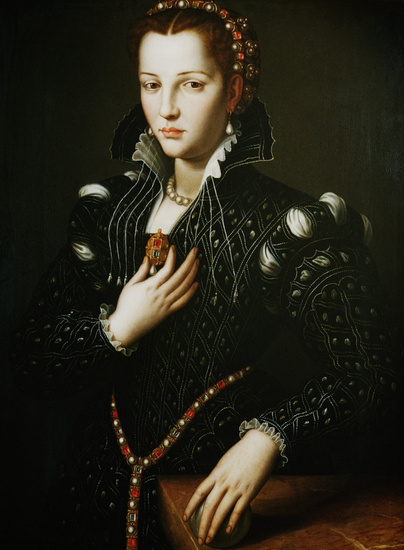
Portret van Lucrezia de' Medici door Agnolo Bronzino

Lucrezia de' Medici (Florence, 7 juni 1545 – 21 april 1562) was de dochter van Cosimo I de' Medici en Eleonora van Toledo. 
Lucrezia was de eerste echtgenote van Alfonso II d'Este, Hertog van Modena en Ferrara, met wie zij in 1558 trouwde. Pas twee jaar later verhuisde zij naar Ferrara.
Haar plotselinge dood leidde tot geruchten dat zij door haar man zou zijn vergiftigd, waarvoor overigens geen sluitend bewijs is.
Lucrezia zou het onderwerp zijn van het gedicht My Last Duchess van de Engelse dichter Robert Browning.
Haar leven is het onderwerp van de roman van Maggie O'Farrell, Het huwelijksportret, Nijgh & Van Ditmar, 2022.

## Kwartierstaat
| Giovanni de' Medici il Popolano (1498-1526) | Giovanni de' Medici il Popolano (1498-1526) | Giovanni de' Medici il Popolano (1498-1526) | Giovanni de' Medici il Popolano (1498-1526) | Giovanni de' Medici il Popolano (1498-1526) | Giovanni de' Medici il Popolano (1498-1526) | Catherina Sforza (ca. 1463-1509)      | Catherina Sforza (ca. 1463-1509)      | Catherina Sforza (ca. 1463-1509)      | Catherina Sforza (ca. 1463-1509)      | Catherina Sforza (ca. 1463-1509)   | Catherina Sforza (ca. 1463-1509)   |                                    |                                    | Jacopo Salviati (1461-1533)     | Jacopo Salviati (1461-1533)     | Jacopo Salviati (1461-1533) | Jacopo Salviati (1461-1533) | Jacopo Salviati (1461-1533) | Jacopo Salviati (1461-1533) | Lucrezia de' Medici (1470-1550) | Lucrezia de' Medici (1470-1550) | Lucrezia de' Medici (1470-1550) | Lucrezia de' Medici (1470-1550) | Lucrezia de' Medici (1470-1550) | Lucrezia de' Medici (1470-1550) |                      |                      | Fadrique Álvarez de Toledo (1478-1506) | Fadrique Álvarez de Toledo (1478-1506) | Fadrique Álvarez de Toledo (1478-1506) | Fadrique Álvarez de Toledo (1478-1506) | Fadrique Álvarez de Toledo (1478-1506) | Fadrique Álvarez de Toledo (1478-1506) | Isabel de Zúñiga y Pimentel (1470–1520) | Isabel de Zúñiga y Pimentel (1470–1520) | Isabel de Zúñiga y Pimentel (1470–1520) | Isabel de Zúñiga y Pimentel (1470–1520) | Isabel de Zúñiga y Pimentel (1470–1520) | Isabel de Zúñiga y Pimentel (1470–1520) |                                     |                                     | Luis Pimentel y Pacheco (1467-1497) | Luis Pimentel y Pacheco (1467-1497) | Luis Pimentel y Pacheco (1467-1497) | Luis Pimentel y Pacheco (1467-1497) | Luis Pimentel y Pacheco (1467-1497) | Luis Pimentel y Pacheco (1467-1497) | Juana Osorio y Bazán (1472-1491)  | Juana Osorio y Bazán (1472-1491)  | Juana Osorio y Bazán (1472-1491) | Juana Osorio y Bazán (1472-1491) | Juana Osorio y Bazán (1472-1491) | Juana Osorio y Bazán (1472-1491) |  |  |  |  |  |  |  |  |  |  |  |  |  |  |  |  |  |  |  |  |  |  |  |  |  |  |  |  |  |  |  |  |  |  |  |  |  |  |  |  |  |  |  |  |  |  |  |  |
| Giovanni de' Medici il Popolano (1498-1526) | Giovanni de' Medici il Popolano (1498-1526) | Giovanni de' Medici il Popolano (1498-1526) | Giovanni de' Medici il Popolano (1498-1526) | Giovanni de' Medici il Popolano (1498-1526) | Giovanni de' Medici il Popolano (1498-1526) | Catherina Sforza (ca. 1463-1509)      | Catherina Sforza (ca. 1463-1509)      | Catherina Sforza (ca. 1463-1509)      | Catherina Sforza (ca. 1463-1509)      | Catherina Sforza (ca. 1463-1509)   | Catherina Sforza (ca. 1463-1509)   |                                    |                                    | Jacopo Salviati (1461-1533)     | Jacopo Salviati (1461-1533)     | Jacopo Salviati (1461-1533) | Jacopo Salviati (1461-1533) | Jacopo Salviati (1461-1533) | Jacopo Salviati (1461-1533) | Lucrezia de' Medici (1470-1550) | Lucrezia de' Medici (1470-1550) | Lucrezia de' Medici (1470-1550) | Lucrezia de' Medici (1470-1550) | Lucrezia de' Medici (1470-1550) | Lucrezia de' Medici (1470-1550) |                      |                      | Fadrique Álvarez de Toledo (1478-1506) | Fadrique Álvarez de Toledo (1478-1506) | Fadrique Álvarez de Toledo (1478-1506) | Fadrique Álvarez de Toledo (1478-1506) | Fadrique Álvarez de Toledo (1478-1506) | Fadrique Álvarez de Toledo (1478-1506) | Isabel de Zúñiga y Pimentel (1470–1520) | Isabel de Zúñiga y Pimentel (1470–1520) | Isabel de Zúñiga y Pimentel (1470–1520) | Isabel de Zúñiga y Pimentel (1470–1520) | Isabel de Zúñiga y Pimentel (1470–1520) | Isabel de Zúñiga y Pimentel (1470–1520) |                                     |                                     | Luis Pimentel y Pacheco (1467-1497) | Luis Pimentel y Pacheco (1467-1497) | Luis Pimentel y Pacheco (1467-1497) | Luis Pimentel y Pacheco (1467-1497) | Luis Pimentel y Pacheco (1467-1497) | Luis Pimentel y Pacheco (1467-1497) | Juana Osorio y Bazán (1472-1491)  | Juana Osorio y Bazán (1472-1491)  | Juana Osorio y Bazán (1472-1491) | Juana Osorio y Bazán (1472-1491) | Juana Osorio y Bazán (1472-1491) | Juana Osorio y Bazán (1472-1491) |  |  |  |  |  |  |  |  |  |  |  |  |  |  |  |  |  |  |  |  |  |  |  |  |  |  |  |  |  |  |  |  |  |  |  |  |  |  |  |  |  |  |  |  |  |  |  |  |
|                                             |                                             |                                             |                                             |                                             |                                             |                                       |                                       |                                       |                                       |                                    |                                    |                                    |                                    |                                 |                                 |                             |                             |                             |                             |                                 |                                 |                                 |                                 |                                 |                                 |                      |                      |                                        |                                        |                                        |                                        |                                        |                                        |                                         |                                         |                                         |                                         |                                         |                                         |                                     |                                     |                                     |                                     |                                     |                                     |                                     |                                     |                                   |                                   |                                  |                                  |                                  |                                  |  |  |  |  |  |  |  |  |  |  |  |  |  |  |  |  |  |  |  |  |  |  |  |  |  |  |  |  |  |  |  |  |  |  |  |  |  |  |  |  |  |  |  |  |  |  |  |  |
|                                             |                                             |                                             |                                             | Giovanni dalle Bande Nere (1498−1526)       | Giovanni dalle Bande Nere (1498−1526)       | Giovanni dalle Bande Nere (1498−1526) | Giovanni dalle Bande Nere (1498−1526) | Giovanni dalle Bande Nere (1498−1526) | Giovanni dalle Bande Nere (1498−1526) |                                    |                                    |                                    |                                    |                                 |                                 | Maria Salviati (1499-1543)  | Maria Salviati (1499-1543)  | Maria Salviati (1499-1543)  | Maria Salviati (1499-1543)  | Maria Salviati (1499-1543)      | Maria Salviati (1499-1543)      |                                 |                                 |                                 |                                 |                      |                      |                                        |                                        |                                        |                                        | Pedro Álvarez de Toledo (1484-1553)    | Pedro Álvarez de Toledo (1484-1553)    | Pedro Álvarez de Toledo (1484-1553)     | Pedro Álvarez de Toledo (1484-1553)     | Pedro Álvarez de Toledo (1484-1553)     | Pedro Álvarez de Toledo (1484-1553)     |                                         |                                         |                                     |                                     |                                     |                                     | Maria Osorio Pimentel (1490-1539)   | Maria Osorio Pimentel (1490-1539)   | Maria Osorio Pimentel (1490-1539)   | Maria Osorio Pimentel (1490-1539)   | Maria Osorio Pimentel (1490-1539) | Maria Osorio Pimentel (1490-1539) |                                  |                                  |                                  |                                  |  |  |  |  |  |  |  |  |  |  |  |  |  |  |  |  |  |  |  |  |  |  |  |  |  |  |  |  |  |  |  |  |  |  |  |  |  |  |  |  |  |  |  |  |  |  |  |  |
|                                             |                                             |                                             |                                             | Giovanni dalle Bande Nere (1498−1526)       | Giovanni dalle Bande Nere (1498−1526)       | Giovanni dalle Bande Nere (1498−1526) | Giovanni dalle Bande Nere (1498−1526) | Giovanni dalle Bande Nere (1498−1526) | Giovanni dalle Bande Nere (1498−1526) |                                    |                                    |                                    |                                    |                                 |                                 | Maria Salviati (1499-1543)  | Maria Salviati (1499-1543)  | Maria Salviati (1499-1543)  | Maria Salviati (1499-1543)  | Maria Salviati (1499-1543)      | Maria Salviati (1499-1543)      |                                 |                                 |                                 |                                 |                      |                      |                                        |                                        |                                        |                                        | Pedro Álvarez de Toledo (1484-1553)    | Pedro Álvarez de Toledo (1484-1553)    | Pedro Álvarez de Toledo (1484-1553)     | Pedro Álvarez de Toledo (1484-1553)     | Pedro Álvarez de Toledo (1484-1553)     | Pedro Álvarez de Toledo (1484-1553)     |                                         |                                         |                                     |                                     |                                     |                                     | Maria Osorio Pimentel (1490-1539)   | Maria Osorio Pimentel (1490-1539)   | Maria Osorio Pimentel (1490-1539)   | Maria Osorio Pimentel (1490-1539)   | Maria Osorio Pimentel (1490-1539) | Maria Osorio Pimentel (1490-1539) |                                  |                                  |                                  |                                  |  |  |  |  |  |  |  |  |  |  |  |  |  |  |  |  |  |  |  |  |  |  |  |  |  |  |  |  |  |  |  |  |  |  |  |  |  |  |  |  |  |  |  |  |  |  |  |  |
|                                             |                                             |                                             |                                             |                                             |                                             |                                       |                                       |                                       |                                       | Cosimo I de' Medici (1519-1574)    | Cosimo I de' Medici (1519-1574)    | Cosimo I de' Medici (1519-1574)    | Cosimo I de' Medici (1519-1574)    | Cosimo I de' Medici (1519-1574) | Cosimo I de' Medici (1519-1574) |                             |                             |                             |                             |                                 |                                 |                                 |                                 |                                 |                                 |                      |                      |                                        |                                        |                                        |                                        |                                        |                                        |                                         |                                         |                                         |                                         | Eleonora van Toledo (1522-1562)         | Eleonora van Toledo (1522-1562)         | Eleonora van Toledo (1522-1562)     | Eleonora van Toledo (1522-1562)     | Eleonora van Toledo (1522-1562)     | Eleonora van Toledo (1522-1562)     |                                     |                                     |                                     |                                     |                                   |                                   |                                  |                                  |                                  |                                  |  |  |  |  |  |  |  |  |  |  |  |  |  |  |  |  |  |  |  |  |  |  |  |  |  |  |  |  |  |  |  |  |  |  |  |  |  |  |  |  |  |  |  |  |  |  |  |  |
|                                             |                                             |                                             |                                             |                                             |                                             |                                       |                                       |                                       |                                       | Cosimo I de' Medici (1519-1574)    | Cosimo I de' Medici (1519-1574)    | Cosimo I de' Medici (1519-1574)    | Cosimo I de' Medici (1519-1574)    | Cosimo I de' Medici (1519-1574) | Cosimo I de' Medici (1519-1574) |                             |                             |                             |                             |                                 |                                 |                                 |                                 |                                 |                                 |                      |                      |                                        |                                        |                                        |                                        |                                        |                                        |                                         |                                         |                                         |                                         | Eleonora van Toledo (1522-1562)         | Eleonora van Toledo (1522-1562)         | Eleonora van Toledo (1522-1562)     | Eleonora van Toledo (1522-1562)     | Eleonora van Toledo (1522-1562)     | Eleonora van Toledo (1522-1562)     |                                     |                                     |                                     |                                     |                                   |                                   |                                  |                                  |                                  |                                  |  |  |  |  |  |  |  |  |  |  |  |  |  |  |  |  |  |  |  |  |  |  |  |  |  |  |  |  |  |  |  |  |  |  |  |  |  |  |  |  |  |  |  |  |  |  |  |  |
|                                             |                                             |                                             |                                             |                                             |                                             |                                       |                                       |                                       |                                       |                                    |                                    |                                    |                                    |                                 |                                 |                             |                             |                             |                             |                                 |                                 |                                 |                                 |                                 |                                 |                      |                      |                                        |                                        |                                        |                                        |                                        |                                        |                                         |                                         |                                         |                                         |                                         |                                         |                                     |                                     |                                     |                                     |                                     |                                     |                                     |                                     |                                   |                                   |                                  |                                  |                                  |                                  |  |  |  |  |  |  |  |  |  |  |  |  |  |  |  |  |  |  |  |  |  |  |  |  |  |  |  |  |  |  |  |  |  |  |  |  |  |  |  |  |  |  |  |  |  |  |  |  |
|                                             |                                             |                                             |                                             |                                             |                                             |                                       |                                       |                                       |                                       |                                    |                                    |                                    |                                    |                                 |                                 |                             |                             |                             |                             |                                 |                                 |                                 |                                 |                                 |                                 |                      |                      |                                        |                                        |                                        |                                        |                                        |                                        |                                         |                                         |                                         |                                         |                                         |                                         |                                     |                                     |                                     |                                     |                                     |                                     |                                     |                                     |                                   |                                   |                                  |                                  |                                  |                                  |  |  |  |  |  |  |  |  |  |  |  |  |  |  |  |  |  |  |  |  |  |  |  |  |  |  |  |  |  |  |  |  |  |  |  |  |  |  |  |  |  |  |  |  |  |  |  |  |
| Bianca (Bia) de' Medici (ca. 1537-1542)     | Bianca (Bia) de' Medici (ca. 1537-1542)     | Bianca (Bia) de' Medici (ca. 1537-1542)     | Bianca (Bia) de' Medici (ca. 1537-1542)     | Bianca (Bia) de' Medici (ca. 1537-1542)     | Bianca (Bia) de' Medici (ca. 1537-1542)     |                                       |                                       | Francesco I de' Medici (1541-1587)    | Francesco I de' Medici (1541-1587)    | Francesco I de' Medici (1541-1587) | Francesco I de' Medici (1541-1587) | Francesco I de' Medici (1541-1587) | Francesco I de' Medici (1541-1587) |                                 |                                 | Isabella (1542-1576)        | Isabella (1542-1576)        | Isabella (1542-1576)        | Isabella (1542-1576)        | Isabella (1542-1576)            | Isabella (1542-1576)            |                                 |                                 | Giovanni (1543-1562)            | Giovanni (1543-1562)            | Giovanni (1543-1562) | Giovanni (1543-1562) | Giovanni (1543-1562)                   | Giovanni (1543-1562)                   |                                        |                                        | Lucrezia de' Medici (1545-1562)        | Lucrezia de' Medici (1545-1562)        | Lucrezia de' Medici (1545-1562)         | Lucrezia de' Medici (1545-1562)         | Lucrezia de' Medici (1545-1562)         | Lucrezia de' Medici (1545-1562)         |                                         |                                         | Ferdinando I de' Medici (1549-1609) | Ferdinando I de' Medici (1549-1609) | Ferdinando I de' Medici (1549-1609) | Ferdinando I de' Medici (1549-1609) | Ferdinando I de' Medici (1549-1609) | Ferdinando I de' Medici (1549-1609) |                                     |                                     | Pietro de' Medici (1554-1604)     | Pietro de' Medici (1554-1604)     | Pietro de' Medici (1554-1604)    | Pietro de' Medici (1554-1604)    | Pietro de' Medici (1554-1604)    | Pietro de' Medici (1554-1604)    |  |  |  |  |  |  |  |  |  |  |  |  |  |  |  |  |  |  |  |  |  |  |  |  |  |  |  |  |  |  |  |  |  |  |  |  |  |  |  |  |  |  |  |  |  |  |  |  |